# 米拉洛馬中學
米拉洛馬中學（英語：Mira Loma High School）是坐落在美國加利福尼亚州萨克拉门托公立高中的学校，坐落在于80号州际高速公路南部和瓦的大道的东部之間。學校屬於聖胡安區內，擁有大約1700名学生。
自1989年以来，米拉洛馬中學成為了一所國際學士學位(IB)的世界級学院，也是北加利福尼亚州目前為止最大的國際學士學位(IB)課程的學校。 根據五月份IB考试結果顯示，米拉洛馬中學長期擁有較高通過率。同時，米拉洛馬中學在国际学士学位计划(IB項目)成就也取得在其他学校和地区注意。
根据米拉洛馬中學數據統計，在1996-1997年的学校有學生出勤率为93%和100%。 在2007-2008年，通過率与學生出勤率也为93%和100%。 这两个统计数据都大於北美洲出勤錄平均水平(78%)和世界出勤錄平均水平(81%)。 在2015-2016年学年里的SAT考試中，米拉洛馬中學擁有在萨克拉门托地区內最高的平均分。

## 学生詳情
学生都來自於加利福尼亚州卡迈克尔地区，但参加国际文凭课程的学生中有大多數來自加利福尼亚州的戴维斯。截至2016年，米拉洛馬中學招收近1681名学生。白人和亚裔佔多數達41％，西班牙裔佔比26％和19％是其他主要族群。学校的贫困率很高達，有47%学生是社会经济上的弱势群体。米拉洛馬中學的毕业率達到91％，且擁有64％的11年级学生已經符合而且超過加州标准化测试和报告（STAR）項目的英语语言水平标准，而且，有54％的11年级学生已經達到且超過此項目的数学能力标准。

## 教育
教育方面，米拉洛馬中學提供了大量的国际学士学位课程，每年春天都特意幫助学生准备他們的IB考试。IB的测试有标准的水平(SL)或更高级别(HL)這兩種，是對之前的學習和課業上的一個測試。在2016年，米拉洛馬中學学生已經进行测试過18个不同的IB科目。
在這個地區里，米羅馬高校在這僅有几个學校裡頭提供中国普通话課程以及日語課。同時，它也提供西班牙语課和法语課作为其外语程。
之前，米羅馬高校提供了AP的課程，但是為了建立一個完整體系的IB學園，這個項目就被停止了。對於AP課程，是類似與IB課程而提供给具有潛力的学生進行高標準的授課以便與學生能夠更好的就讀。其他高標準的AP特定课程有微积分，美國历史，物理、生物学、化学、中文和A語。
米拉洛馬中學的英文課部門得到來自地方和国家對本校學生所认可的杰出创造性。有些学生曾獨立完成並在权獲得過第一名和第二名的優異成績。曾經參加的競賽有利法案作文竞赛，萨克拉门托蜜蜂贊助的"寫出創意"的比賽，萨克拉门托蜜蜂诗歌竞赛，诺曼梅勒高中和大学写作奖。

## 课外活动

### 学术竞赛
米拉洛馬中學的国家科学杯队是由组成的一组学生已回答智力竞赛节目风格回答科学和数学问题，且在2009、2011、2013年至2014年和2015年获得全国冠军。在五次比賽中，学校在國家科學比賽中獲得其他學校所沒有的成績，而他们也曾3年中连胜。
米拉洛馬中學的团队經常參加由美国能源部贊助的区、州和国家的科学的奥林匹克比賽。在2016年，米拉洛馬中學的团队在全国锦标赛中獲勝，同時也在其他的國家比賽中也獲得了優異的成績。再者，米拉洛馬中學每一年都在萨克拉门托地区主持本地區的科学奥林匹克竞赛。
米拉洛馬中學的演講和辩论學生小組成立于2005年，在激烈的國家比賽中取得了很大的成功。
米拉馬高校擁有一只已發展成强大国家的历史紀念日的隊伍，定期派团队去參加州和国家比賽。在2006年，米拉馬高校團队参加的高等級別的纪录片并获得國家第3名。在2007年，两只米拉馬高校队參加了加利福尼亚州高標準紀錄片的决赛别並且其中一个進入國家賽。 2008年，米拉洛馬中學派3個纪录片製作團隊去參加国家競賽且贏得了國家隊第十一名。
米拉馬高校的FBLA俱乐部常常排在当地、州和国家級別進行比賽且獲得很高的排名。最近的一次比賽是在市场营销、业务法、私人融资、商务和数学2009年，和列在业务计算的商业通信，以及在创业精神的团队的事件獲得第一名。
米拉馬高校也参加了国际科学奥林匹克竞赛，包括化学、数学、物理学、生物学和天文学。

### 竞技
米拉馬高校还提供了一个完整的范围的运动队，包括橄榄球、足球、跨国家、排球、水球、摔跤、篮球、棒球、垒球、田径、网球、高尔夫球场、舞蹈和游泳。

### 俱乐部
米拉馬高校还提供了各种在在午餐和放學之後的课外活動和俱樂部。这些俱乐部包括科学杯、机器人技术俱乐部、天文学俱乐部、米拉馬高校编程俱乐部、演講和辩论，年轻的共和党俱乐部，年轻的民主俱乐部，数学竞赛俱乐部、经济学俱乐部、青少年法院、模拟试验，模拟法庭、国际救济俱乐部，B锐器，以及一些民族组织如拉丁裔美国犹太学生联盟、黑人学生联盟、德西加俱乐部和乒乓球俱乐部。宗教组织包括斯拉夫的基督教俱乐部和穆斯林学生协会。其他课外俱乐部，包括斗牛士抗癌(美国癌症协会),未来的美國企业领导者，气候危机俱乐部，人类居住圈俱乐部，同濟會俱乐部，還有一系列的国家西班牙榮譽社会。法国、日本和中国的俱乐部也在校园里活躍。

## 拱廊河项目
米拉馬高校的拱廊河项目是一个獲得高度重視的項目，且正在进行研究拱廊河在加利福尼亚州萨克拉门托的分水岭。這個項目擁有十一名研究項目主要為了研究拱廊河的環境保護。這個項目由米拉馬高校学生的和五个学院顾问共同研究。 该项目已经收到了许多奖项和荣誉包括 总督的环境和经济领导奖. 在2010年，该项目获得国家海洋世界/全球园环境的卓越奖且得到一萬美元獎勵。
在2017年9月23日,拱廊河项目的電影名為《马赛克的可持续发展》在萨克拉门托的电影和音乐节首映。这部纪录片講述了拱廊河項目的整個進行過程。导演是傑雷·阿馬里奧（Jierel Almario）。此部紀錄片影響了很多學生去去對拱廊河進行修復。 同時，這部紀錄片在国家和地方的电影节已提名并获得了多个奖项。

## 值得注意的校友
- 亚历克斯 霍诺德 (2003屆)；免费登山者
- 威爾·斯旺 (2003屆)；吉他手的舞蹈Gavin跳舞, 秘密带，并 斯安珐. 创始人的 蓝色天鹅记录.
- 肖纳·杨·瑞安 (1995屆);提交人的绿岛和水鬼 [引证需要]
- 贾斯汀·E·史密斯 (1990屆)；哲学家和作者
- 詹姆斯·卻斯 (1973屆)；国作曲家和歌手。
- 萨姆·琼斯 (1972屆)；演员.
- 理查德 卻斯 (1968屆)；"吸血鬼的萨克拉门托的"精神分裂的连环杀手[13]
- 约翰 鲍威尔(运动员) (1965屆);田径运动员